# Altidona
Altidona is een gemeente in de Italiaanse provincie Fermo (regio Marche) en telt 3548 inwoners (31-12-2019). De oppervlakte bedraagt 12,9 km², de bevolkingsdichtheid is 204 inwoners per km².

## Demografie
Altidona telt ongeveer 1014 huishoudens. Het aantal inwoners steeg in de periode 1991-2001 met 31,6% volgens cijfers uit de tienjaarlijkse volkstellingen van ISTAT.
| Jaar | Inwoneraantal |
| ---- | ------------- |
| 1991 | 1741          |
| 2001 | 2292          |

## Geografie
Altidona grenst aan de volgende gemeenten: Campofilone, Fermo, Lapedona, Pedaso.

## Geschiedenis
Het eerste dorp vanaf zee in het Val d'Aso (Dal van de rivier de Aso) ligt op 223 meter hoogte Altidona. Hoewel er al in de oudheid melding werd gemaakt van Altidona, zijn er weinig overblijfselen uit de oudheid teruggevonden, op een cisterne en een grafschrift na. Deze laatste bevindt zich nu in het oudheidkundig museum van Fermo. In de middeleeuwen was het een belangrijke burcht met een redelijk omvangrijk grondgebied; in 1023 maakte het deel uit van een erfenis van de abdis Raimburgo aan het klooster van Monte Cassino. Daarna kwam Altidona in bezit van het klooster van Farfa, maar het kwam uiteindelijk in de macht van Fermo. In 1507 werd Altidona omgedoopt in castrum mediocre, een vesting met hetzelfde belang als Torre di Palme, Porto San Giorgio en San Benedetto del Tronto.

## Bezienswaardigheden

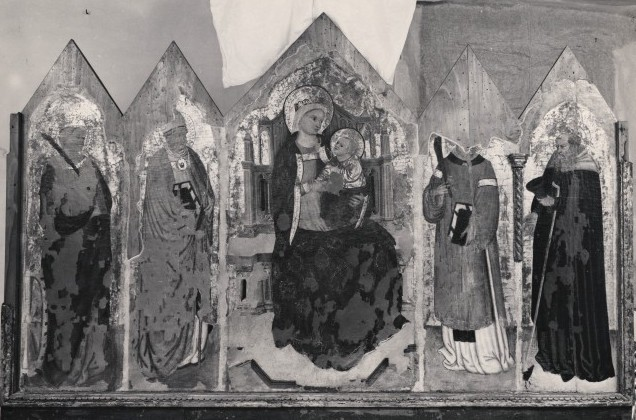
polyptiek Van Vincenzo Pagani, Chiesa di Santa Maria en San Ciriaco

Nog veel van de oude stadsmuren zijn intact en vormen nu de fundering voor veel woonhuizen. Een recente restauratie van de muren heeft het stadje in zijn oude glorie hersteld. De Via Dante Aleghieri deelt de oude burcht en daarmee het dorp in tweeën.
De belangrijkste kerk is de Chiesa di Santa Maria en San Ciriaco, waar een polyptiek Van Vincenzo Pagani uit de vijftiende eeuw is te vinden. Het middelste paneel toont Madonna met kind omringd door de heilige Catharina van Alexandrië, de heilige Eleuterus, de heilige Cyriacus en de heilige Antonius. Vincenzo Pagani maakte dit altaarstuk in opdracht van de man in het zwart aan de voeten van de Madonna op de troon tussen de aartsengel Michael en de heilige Matteüs. Een andere schat in deze kerk is het zilveren kruis met ronde medallions uit de vijftiende eeuw.
Net buiten de oude stadsmuren ligt de kerk Madonna della Misericordia, waar lange tijd een houten beeld van de Madonna della Misericordia uit de vijftiende eeuw werd bewaard, maar het werd later overgebracht naar de kerk van Santa Maria.
Aan de voet van de heuvels aan de noordkant van de monding van de Aso ligt de deelgemeente Marina di Altidona, badplaats en snel groeiende woonwijk van Altidona.
Altidona · Amandola · Belmonte Piceno · Campofilone · Falerone · Fermo · Francavilla d'Ete · Grottazzolina · Lapedona · Magliano di Tenna · Massa Fermana · Monsampietro Morico · Montappone · Monte Giberto · Monte Rinaldo · Monte San Pietrangeli · Monte Urano · Monte Vidon Combatte · Monte Vidon Corrado · Montefalcone Appennino · Montefortino · Montegiorgio · Montegranaro · Monteleone di Fermo · Montelparo · Monterubbiano · Montottone · Moresco · Ortezzano · Pedaso · Petritoli · Ponzano di Fermo · Porto San Giorgio · Porto Sant'Elpidio · Rapagnano · Sant'Elpidio a Mare · Santa Vittoria in Matenano · Servigliano · Smerillo · Torre San Patrizio
1. ↑  https://demo.istat.it/?l=it.